# Wyższy Urząd Poczty we Wrocławiu
Wyższy Urząd Poczty we Wrocławiu (Oberpostamt, Ober – Postamt) - wyższa  wykonawcza instytucja pocztowa oddzielnie ustanowiona dla miasta Wrocławia i prowincji śląskiej w początkowym okresie administracji austriackiej. Do 1708 działa pod nazwą Wrocławskiego Urzędu Pocztowego, a od 12 VI 1708 już jako Wyższy Urząd Poczty. Podlegała bezpośrednio Kamerze Królewskiej (Königliche Breslauer Kammer). W czasach austriackich w W.U.P. przeprowadzono liczne reformy usprawniające funkcjonowanie poczty śląskiej, powiększono połączenia pocztowe, ustanowiono nowe kursy pocztowe z Hamburgiem, Dreznem i Lipskiem. Szczególne zasługi w tym zakresie położyli zarządcy Urzędu: F. Reinchardt (1659–1665), K. Von Röhrscheidt (1665–1681), Johan Peschel (1692–1721) i Herman Crusius (1723–1727). Inni znani zarządcy to Binner (?-1659), usunięty z funkcji i osadzony w areszcie za liczne defraudacje finansowe; von Michalovsky (1681–1692), usunięty za złe administrowanie; A. Biehem (po 1735).
W czasach pruskich wprowadzono zasadnicze zmiany w administracji poczty śląskiej, która otrzymała pełną autonomię i niezależność od centralnej poczty w Berlinie. W.U.P. stał się centralną agendą pocztową i uzyskał szerokie uprawnienia urzędu zwierzchniego wobec całej administracji pocztowej na Śląsku. W 1743 w W.U.P. utworzony został Zarząd Poczty z siedzibą we Wrocławiu, której zadaniem było opiniowanie przedsięwzięć w sferze poczty śląskiej oraz Rada Dworu i Poczty jako organ zarządzający. 